# 줄리어스 어빙
줄리어스 윈필드 어빙 2세(Julius Winfield Erving II, 1950년 2월 22일~)는 은퇴한 미국의 프로 농구 선수이다. "닥터 J"라는 별명으로 잘 알려졌으며, 자신 시기의 지배적인 선수로 활약하던 경기의 방향을 변화시킨 혁신자이다. 그는 공과 함께 마법사로 전에 보지 못하던 묘기를 상연하였는 데 공중 회전과 강력한 슬램 덩크에 의하여 강조된 회전이다. 어빙은 경기의 없어서는 안 될 부분에 즉석의 개인적 표현을 만드는 데 첫 선수였으며 이어지는 데 10년간의 세월에 유행할 활약의 스타일을 세웠다.
품위 있고, 고귀하고 훈련된 어빙은 경기를 위한 관념적 대사였다. 그는 계급의 개요였으며 아무 선수도 더욱 존경받지 못하였다.
어빙은 버지니아 스콰이어스와 뉴욕 네츠와 함께 ABA에서 자신의 프로 경력을 시작하였다. 자신 시대의 거대한 선수로서 넓게 여겨진 그는 1976년 ABA-NBA 합동을 위하여 주요 촉매로 지내온 것으로 가끔 숙고된다. 6 피트 7 인치, 210 파운드의 스몰 포워드인 그는 또한 필라델피아 세븐티식서스와 함께 11년 동안 활약하여 그들을 1983년 NBA 우승으로 이끌었다.
자신의 5개의 ABA 시즌에서 어빙은 3회의 득점 타이틀, 3회의 MVP 상과 2회의 리그 챔피언십을 우승하였다. 자신의 11년간 NBA 경력에서 어빙은 각 시즌에 올스타, 1981년 리그의 MVP와 5회의 올NBA 퍼스트 팀의 일원이었다. 그는 자신의 합쳐진 ABA와 NBA 경력에서 30,026 포인트를 득점하였으며, 프로 농구 역사상 카림 압둘 자바, 윌트 체임벌린, 칼 멀론과 마이클 조던 만이 더 많은 포인트를 득점하였다.

## 초기 경력
뉴욕주 루스벨트에서 태어난 어빙은 루스벨트 고등학교 시절에 극적인 선수가 아닌 근본적인 음성으로서 평판을 얻었다. 그의 별명의 기원들이 명백하지 않게 남아있어도 가장 공통적 이야기는 어빙이 친구에게 "The Professor"라고 부른 이유로 어빙에게 "Doctor"라고 더빙한 친구로부터 온 별명을 가졌다. 이름은 붙여지고, 어빙이 농구 코트에서 운영한 방향을 규정 짓는 데 왔다.
1968년 그는 매사추세츠 대학교에 입학하였고, 2개의 대학 시즌에 26.4 포인트와 20.2 리바운드를 평균하였어도 자신이 ABA의 버지니아 스콰이어스와 대학 재학생 자유 계약 선수로서 계약을 맺는 데 1971년 학교를 떠날 때 그는 아직도 공명하게 분명치 않았다.

## ABA 경력

### 버지니아 스콰이어스
어빙이 자신의 찬란한 경력을 발포한 1971년 ~ 72년 시즌에 프로 농구는 극단적으로 불안정하였다. ABA와 NBA는 이미 합동에 관하여 이야기하고 있었고, 선수들은 리그에서 리그를 뛰어오르고 있었으며 프랜차이즈들은 유동에 있었다.
하지만, 어빙은 시초적으로 ABA로 갔다. 스콰이어스가 이미 ABA 득점왕 찰리 스콧을 가지고 있었어도 어빙은 즉시 공헌하기 시작하였다. 그는 후에 자신이 신인 선수로서 자신의 첫 경기가 열리는 동안 자신의 요소에 있었다는 것을 알아차렸다고 말하였다.
구멍으로 몰아내는 길에 그는 켄터키 커널스의 7 피트 2 인치 아티스 길모어에 의하여 도전되었다. 그는 신인 선수로서 한 경기에 27.3 포인트를 득점하고, 올ABA 세컨드 팀으로 선발되어 ABA 올루키 팀으로 이루면서 "올해의 ABA 신인상"을 위하여 길모어에 밀려 2위를 하였다.
스콰이어스는 45 승 39 패로 끝내고, 68 승 16 패에서 리그를 지배한 강력한 커널스의 뒤로 이스턴 디비전에서 2위에 왔다. 플레이오프들에서 어빙은 4연속 경기에 스콰이어스가 플로리디언스를 꺾으면서 한 경기에 33.3 포인트를 득점하고, 그러고나서 이스턴 디비전 결승전에서 릭 배리가 이끄는 뉴욕 네츠에게 떨어졌다.
그해의 경에 어빙의 대학 클래스 졸업이 있을 때 그는 1972년 NBA 드래프트의 첫 라운드에서 밀워키 벅스에 의하여 선발되었다. 그 일은 이제 베테랑 오스카 로버트슨과 더불어 어빙과 카림 압둘 자바가 찬찬히 재능의 집단으로 지내온 것에 반사하는 데 벅스의 팬들을 위하여 고문적이었을 것이다.
하지만 이 시기 동안 선수들은 음악적인 팀들을 활약하고 어빙은 제외되지 않았다. 벅스를 위하여 활약하는 데 시도하는 것보다 그는 1972년 ~ 73년 시즌 전에 애틀랜타 호크스로 뛰어오르는 시도를 하였다. 호크스의 경기들에 대비하여 그는 호크스의 유니폼을 입는 준비에 경기장에 있을 것이었으나 그는 스콰이어스에 의하여 입회된 법정 금지 명령들의 이유로 활약으로부터 법적으로 쫓겨나고, 법정은 결국적으로 ABA 캠페인으로 스콰이어스의 4개의 경기들로 그의 복귀를 강요하였다.
그는 그해 득점에서 ABA를 이끌러 가 한 경기에 경력 최고의 31.9 포인트에 쏟아부었다. 그의 활약의 신나고 혁신적인 스타일의 소식이 퍼지기 시작하고, 그는 4연속 올ABA 퍼스트 팀 선발 중 처음을 받아 길모어, 빌리 커닝햄, 제임스 존스와 워런 저베일리에 가입하였다.

### 뉴욕 네츠

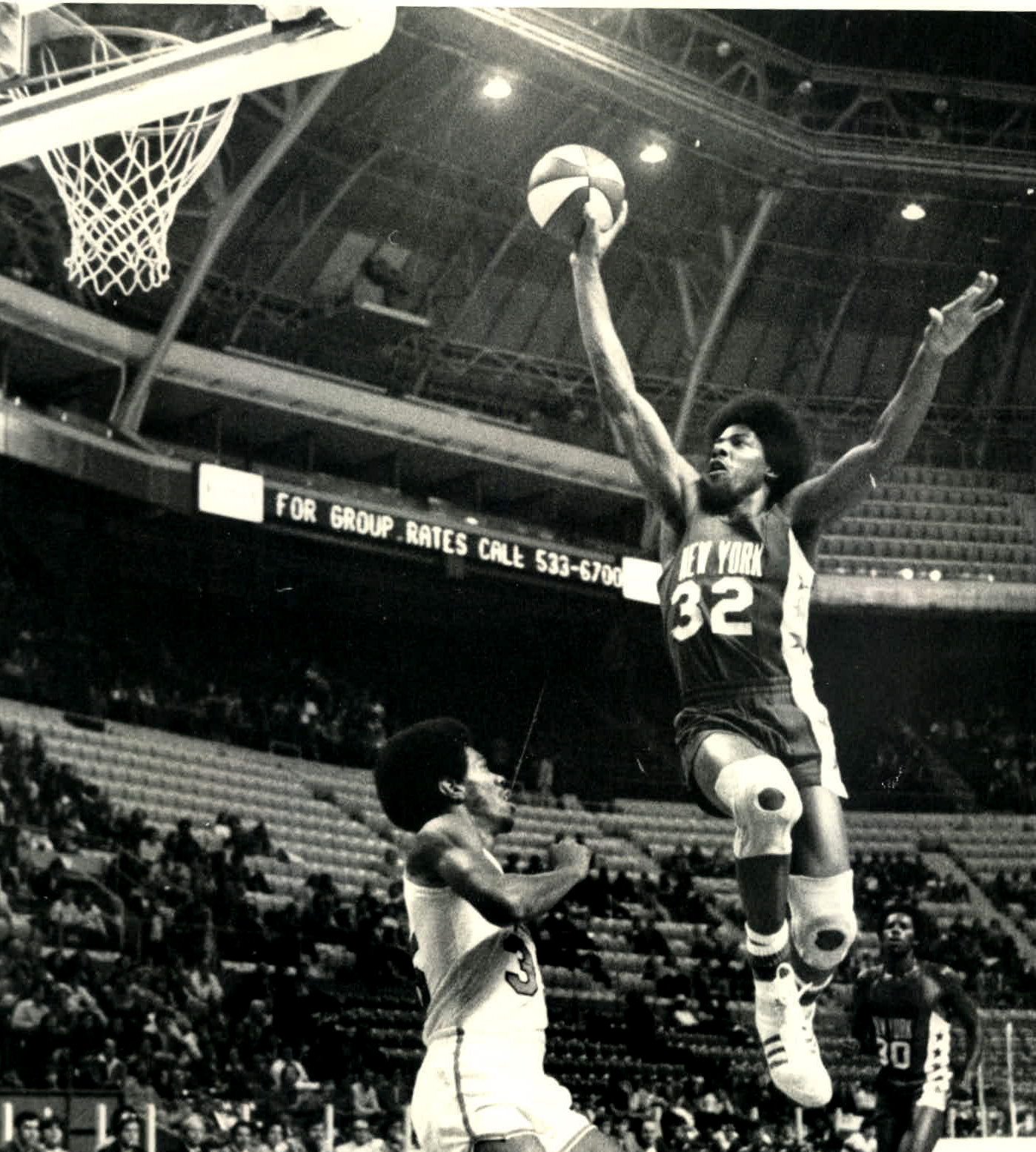
1974년의 어빙

어빙은 ABA에서 인정을 얻고 있었으나 스콰이어스가 작은 시장에서 낮은 태도의 팀이었던 사실에 그는 아직도 방해되었다. 당시 1973년 ~ 74년 시즌에 대비하여 스콰이어스는 커밋 워싱턴과 돈에 드래프트 권리들로 조지 카터를 위하여 어빙가 윌리 소저너를 뉴욕 네츠로 이적시켰다.
뉴욕에서 그가 받은 대중매체의 주의에 의하여 열중된 어빙은 네츠를 55 승 29 패의 정규 시즌 기록과 1974년 ABA 챔피언십으로 이끌었다. 네츠의 로스터는 또한 재능있는 젊은 선수들 래리 케넌과 빌리 폴리츠를 포함하였으며 한번 선수들은 코트에 서로 익숙해졌고 팀은 멈춰질 수 없었다. 2개의 경기들에 의하여 이스턴 디비전을 주장한 후, 네츠는 5개의 플레이오프 경연에서 스콰이어스를 꺾고, ABA 결승전으로 도달하는 데 4연속 경기에서 커널스를 휩쓸었다. 유타 스타스가 상대였고 네츠는 우승을 위한 5개의 경기들에서 스타스를 떨어뜨렸다.
어빙은 한 경기에 27.4 포인트의 평균과 함께 리그 득점왕으로서 되풀이하였다. 그의 만능의 경기는 나타나기 시작하기도 하였는 데 그는 어시스트에서 6위, 스틸과 블록슛 둘다에서 3위를 하였다. 보답으로서 그는 3연속 ABA MVP 상들 중 첫 상을 들어올렸다.
ABA는 좋은 선수들을 넉넉히 가졌으나 어빙은 리그의 본질로서 두드러졌다. 그는 스몰 포워드의 자리로부터 경기를 지배하였다. 그러나 그것보다도 그는 급습 덩크 같은 빛에서 코니 호킨스가 해낸 어떤 것을 택하고 그것들을 매밤의 발생으로 만들었다. 그는 언제난 새로운 것들을 하고 있었는 데 발명, 단독연기와 즉석으로 만드는 것이다. 그는 섬세한 우미와 결백한 힘과 함께 연장된 행타임을 합치는 데 첫 선수였다. 어빙은 ABA의 정상 수퍼스타였고, 네츠에서 그의 성공은 양 리그에서 가장 공포적인 선수로서 그의 평판을 굳히었다.
1975년 ~ 76년 시즌에 ABA 팀들의 소량은 접어지거나 급료 지불 명부를 만나는 데 분투하고 있었고, 리그는 소란스러운 시즌인 그 결승전을 위한 하나의 디비전으로 합동되었다. 그럼에 불구하고, ABA는 예민한 후각과 나갔다. 중반 시즌에 레드, 화이트와 블루 볼과 3 포인트 슛을 소개한 선수들은 올스타 경기 슬램덩크 챔피언십의 재막식을 거행하였다. 어빙은 타이틀을 위하여 길모어, 메넌, 조지 거빈과 데이비드 톰슨을 눌렀다.
네츠는 마지막 ABA 결승전에서 덴버 너기츠를 만나고 어빙은 3개의 시즌에서 네츠를 그 2번째 타이틀로 이끌었다. 포스트 시즌에 어빙은 34.7 포인트를 평균하고, 플레이오프들의 MVP로 임명되었다. 4개의 시즌에서 3번째로 그는 득점 타이틀을 주장하여 29.3 포인트를 평균하였다. 각별히 앞선 결론이었던 것에서 그는 자신의 3연속 MVP 상과 함께 명예를 얻었다. 자신의 5개의 ABA 시즌에서 어빙은 2회의 챔피언십, 3회의 MVP 상과 3회의 득점 타이틀을 우승하였다.

## NBA 경력

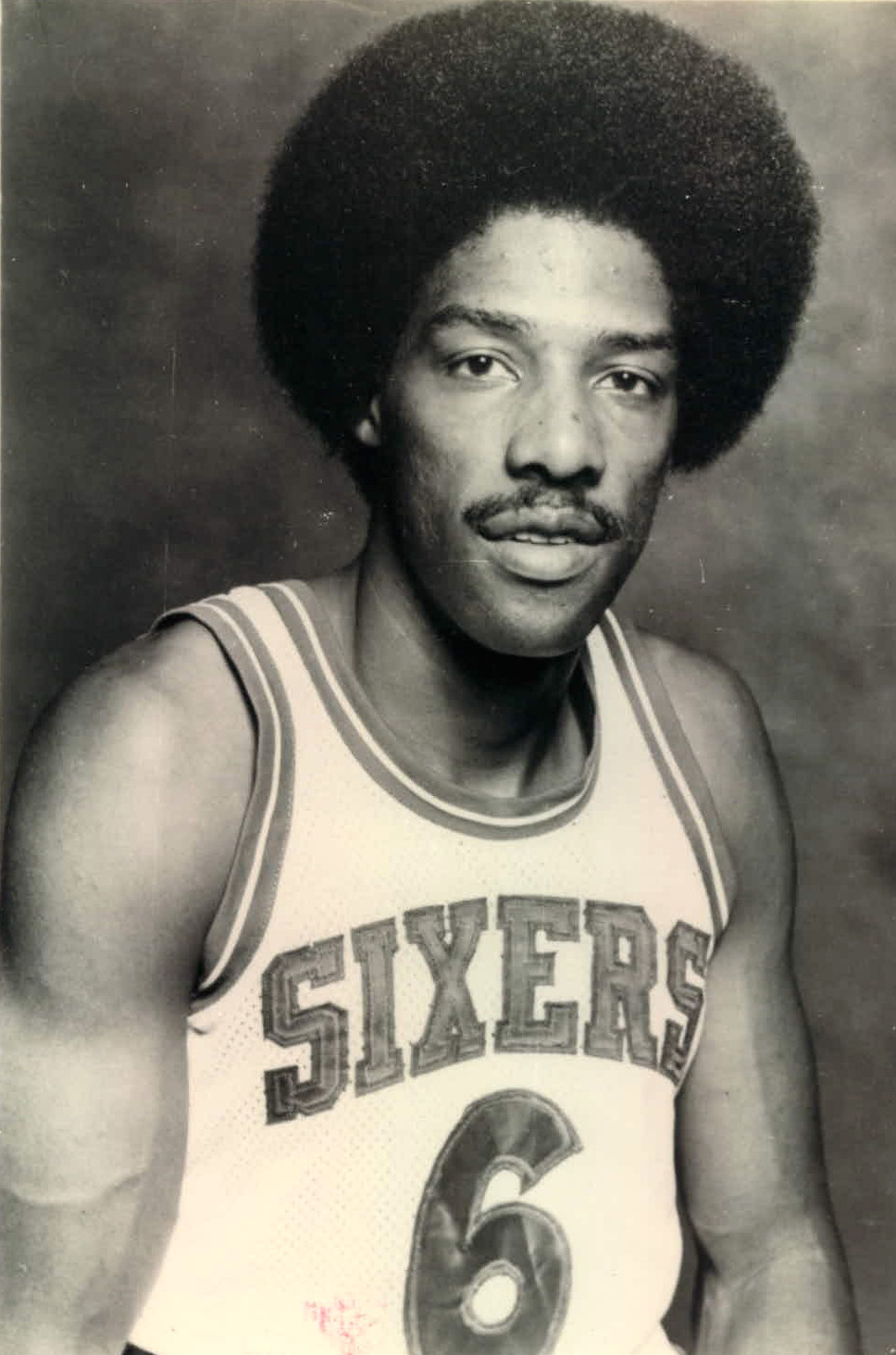
필라델피아 세븐티식서스 입단 시절 (1976년)

ABA의 시기는 끝났다. NBA가 이제 어빙을 가져야 했고, 그를 얻는 데 그들은 리그의 나머지를 가져가야 하기도 했다. 그래서 드래프트에서 ABA의 나머지 선수들이 해산되면서 네츠, 너기츠, 샌안토니오 스퍼스와 인디애나 페이서스가 다음 시즌을 위하여 NBA로 병합되었다.
1976년 ~ 77년 캠페인의 전날 경기에서 거대한 선수가 네츠와 함께 샐러리 논쟁에 잠겨있었다. 그 일이 결의되지 못할 때 네츠는 시즌의 시작의 겨우 24시간 전에 그를 3백만 달러를 위하여 필라델피아 세븐티식서스로 팔았다. 거기에서 어빙은 공격적 마음을 가진 가드들 로이드 B. 프리와 더그 콜린스는 물론, 또다른 최고 득점의 전 ABA 스타 선수 조지 맥기니스에 가입하였다.
상황을 늘인 어빙은 자신의 더욱 선풍적 인기의 능력들과 팀 성공의 이익에서 공격적 본능들 중에 어떤 것들을 전복하였다. 그 때문에 그는 자신의 진보적 명성의 단기로 떨어진 것으로 보였는 데 ABA에서 가장 신나는 선수로 그를 만든 예술성을 활약하는 데 그가 기회를 포착할 때 1977년 NBA 올스타 경기가 열리 때까지 최소였다. 그는 30 포인트를 득점하고, 12 보드를 잡고, 4 스틸을 이루어 MVP 상과 함께 걸어나갔다. 그는 생산품들을 양도하는 성공적 가두 상인이 되는 기회를 포착하기도 하였고, 자신의 이름 아래 팔린 운동화를 가지는 데 첫 선수들 중의 하나가 되었다.
그 첫해에 코트에서 어빙은 한 경기에 21.6 포인트를 득점하여 세븐티식서스를 50 승 32 패의 기록과 애틀랜틱 디비전으로 이끌었다. 플레이오프들은 분투였다. 세븐티식서스는 보스턴 셀틱스를 격파하는 데 7개의 경기, 그리고 휴스턴 로키츠를 해치우는 데 6개의 경기를 가야했다. 포틀랜드 트레일블레이저스를 상대로 NBA 결승전에서 세븐티식서스는 빌 월턴이 이끄는 트레일블레이저스가 우승을 주장하는 데 4연속 승리들과 함께 울리기 전에 첫 2개의 경기들을 우승하였다.
세븐티식서스의 경영은 역전이 아닌 어빙을 보충할 수 있던 선수들의 팀을 지어야 한다는 것을 알아차렸다. 다음 몇년 동안 총지배인 팻 윌리엄스는 세븐티식서스를 재건하여 방어적 천재 보비 존스와 모리스 칙스 같은 재능적 선수들을 취득하였다. 1978년과 1979년 세븐티식서스가 동부에서 워싱턴 불리츠의 엘빈 헤이스와 웨스 언셀드에 신부로 보냈어도 팀은 향상하고 있었다. 그리고 어빙은 더욱 나가서 자신의 경기를 올려 자신을 올NBA 퍼스트 팀에 영구적 정착인으로 설립하였다.
모든 기술에서 어빙은 리그의 나머지보다 더 높은 수준에서 활약하고 있었다. 1980년 그는 NBA 35주년 사상 팀으로 임명된 2명의 활동적 선수들 중 하나였다. (그 다른 선수는 카림 압둘 자바였다.) 1979년 ~ 80년 시즌을 위하여 어빙은 자신의 최고 NBA 득점 평균인 26.9 포인트를 평균하여, 거빈, 프리와 에이드리언 댄틀리의 뒤로 리그에서 4위를 하였다.
세븐티식서스는 또한 NBA 플레이오프들에 4년의 급습을 협조하였다. 59 승 23 패의 정규 시즌 후, 세븐티식서스는 동부 컨퍼런스 우승을 차지하는 데 불리츠, 호크스와 신인 선수 래리 버드가 이끄는 셀틱스를 통하여 쉽게 헤쳐 나갔다. 로스앤젤레스 레이커스를 상대로 뜨겁게 경연된 NBA 결승전에서 러빙은 팀들이 첫 4개의 경기들을 나누면서 극적이었다.
4번째 경기에서 어빙은 NBA 역사상 가장 극적인 슛들 중의 하나로서 내려갈 전설적인 "기준선의 동작"을 만들었다. 처음에 그는 오른쪽 기준선을 따라 디펜더 마크 랜즈버거를 몰고 자신의 발을 백보드의 그 쪽에 놓았다. 림으로 향하는 그의 길은 압둘 자바의 펼친 팔에 의하여 빠르게 블록되었다. 어빙은 공을 밑으로 도로 가져와 겨우 지속적으로 띄어 공중에서 왼쪽으로 서서히 나는 데 나타난 동안 백보드의 뒤로 패스하였다. 그는 결국적으로 후프의 다른 쪽으로 도중 내내 처리하고, 코트를 향한 뒷면으로 도달하여 득점을 위하여 밑으로 던졌다.
레이커스는 시리즈에서 한 경기의 지도력을 택하는 데 5번째 경기를 우승하였다. 필라델피아에서 열린 6번째 경기에서 매직 존슨은 부상을 당한 압둘 자바를 위하여 센터에 채워졌고 레이커스를 타이틀로 이끄는 데 42 포인트를 득점하였다.

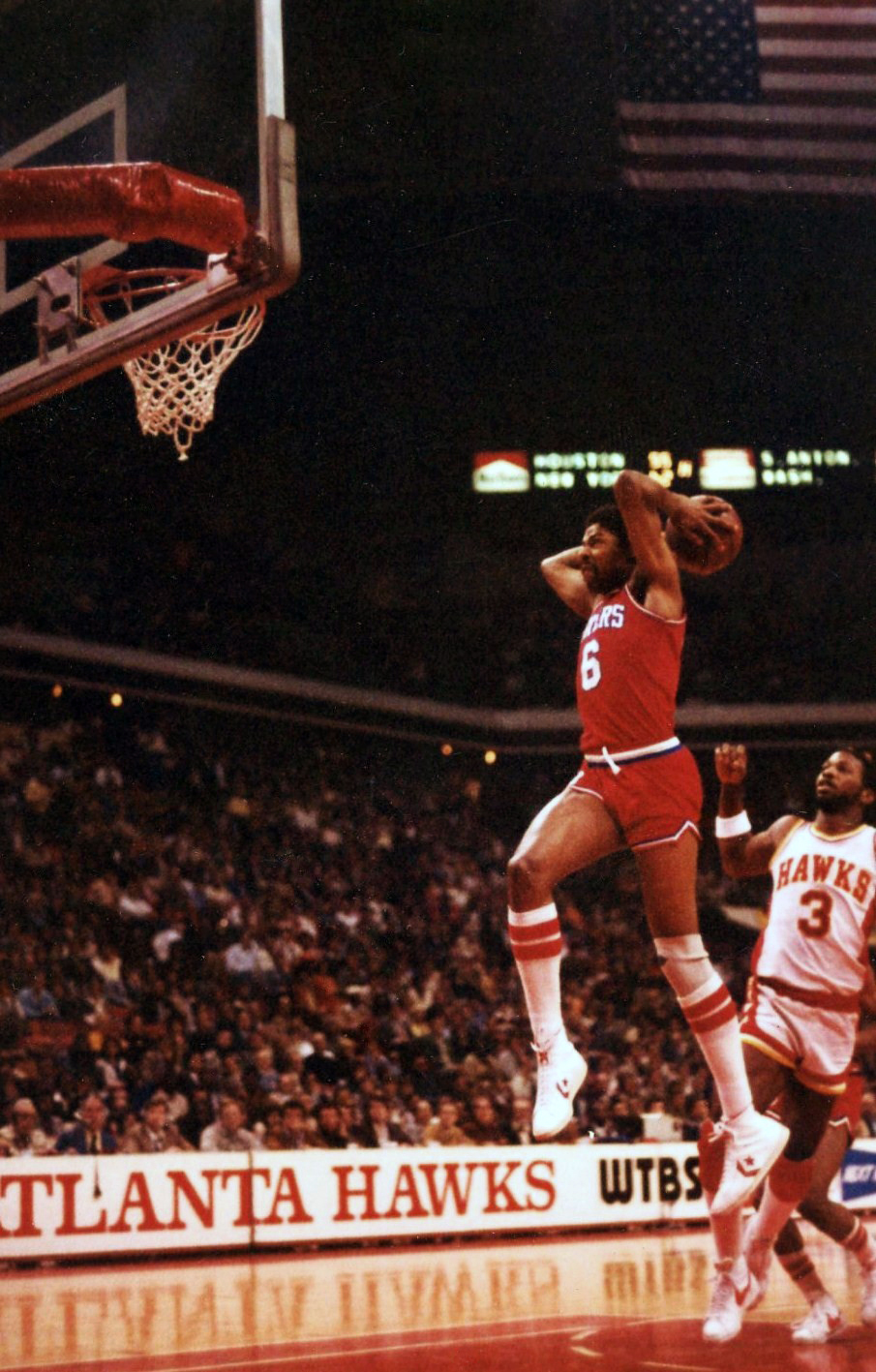
애틀랜타 호크스를 상대로 경기에서 어빙이 슬램덩크를 취하는 모습 (1981년)

다음 시즌 1980년 ~ 81년은 어빙의 거대한 개인적 해였다. 경력 사상 354 어시스트 (4.4)와 173 스틸을 공고하는 동안 한 경기에 24.6 포인트를 득점한 후, 그는 NBA의 MVP로 임명되었다. 세븐티식서스와 셀틱스는 정규 시즌 동안 동일한 62 승 20 패의 기록을 전화 걸어 동부 컨퍼런스 결승전에서 결판을 세웠다. 어빙이 세븐티식서스를 3 대 1의 선두로 걸었으나 버드의 셀틱스는 3연속 우승과 NBA 타이틀로 스프링보드를 위하여 도로 돌진하였다.
플레이오프의 실망은 어빙의 욕망 만을 자극하였다. 그는 1981년 ~ 82년 시즌에 다시 냉혹하였고, 24.4 포인트를 득점하여 올NBA 퍼스트 팀에 또다른 지위를 얻었다. 1982년 동부 컨퍼런스에서 세븐티식서스는 다시 셀틱스를 만났다.
세븐티식서스는 셀틱스를 탈락의 가장자리로 밀어넣은 데 다시 2개의 선두 경기를 짓고, 7번째 경기를 강요하는 데 셀틱스가 또다시 노호하였다. 그러나 이번에는 세븐티식서스가 우세하여 NBA 결승전으로 진출하는 데 120 대 106으로 7번째 경기를 우승하였다. 레이커스가 다시 한번 너무 완고한 것을 증명하여 3개의 시즌들에서 자신들의 2번째 챔피언십을 위하여 6개의 경기들에서 시리즈를 우승하였다.
세븐티식서스는 어빙의 주위에 일관성 우승 선수를 지었으나 팀은 챔피언십의 퍼즐을 완료하는 데 중요한 조각을 결핍하였다. 팀은 압둘 자바를 싸우는 데 지배적인 센터가 필요하였다. 마음 속에 그것이 있으면서 총지배인 팻 윌리엄스는 1981년 ~ 82년 시즌에 NBA의 MVP로서 어빙의 뒤를 이은 모지스 멀론을 위하여 콜드웰 존스를 로키츠로 이적시켰다. 이제 팀은 닥터 J의 저항할 수 없는 수단을 보충하는 데 움직일 수 없는 목적을 가졌다.
세븐티식서스는 정규 시즌에 65 승 17 패로 가 멀론으로부터 24.5 포인트와 어빙으로부터 21.4 포인트의 뒤로 왔다. 양선수는 시즌의 말기에 올NBA 퍼스트 팀으로 임명되었고, 멀론이 NBA의 MVP로서 되풀이하였다. 그러나 세븐티식서스는 그 깊이와 함께 이겨 앤드루 토니, 모리스 칙스와 보비 존스와 함께 2명의 대명성을 둘러쌌다.
세븐티식서스는 1983년 NBA 플레이오프들을 통하여 찢어내 결승전에서 친한 적을 만나는 데 9개의 예비적인 라운드 경기들 중 8개를 우승하였다. 4년의 세월에 3번째로 세븐티식서스와 레이커스는 NBA 타이틀을 위하여 싸움의 자세를 취하였다. 그러나 이 경기는 이전 2개의 드라마를 결핍하였는 데 4연속 경기에서 세븐티식서스가 레이커스를 이겨 어빙에게 그의 첫 NBA 챔피언십 링을 주었다.
챔피언십 시즌 후, 어빙은 자신 경력의 황금의 해에 있었다. 그는 아직도 잘 하였으나 자신의 트레이드마크로 지내온 미숙한 육체적 실력들에 보다 지능에 더욱 의지하였다. 1984년 NBA 올스타 경기에서 그가 아직도 자신의 실력들을 진열할 수 있던 일종의 시범 경기에서 그는 크게 일어나 34 포인트에서 쏟아졌다.
어빙의 경력이 축소되면서 세븐티식서스도 리그의 엘리트 중에 거의 10년간 가까운 세월 후에 그렇게 되었다. 찰스 바클리 같은 어린 선수들이 장면에 도착하면서 세븐티식서스는 변화에 있었다. 어빙이 1986년 ~ 87년 시즌에 이어 자신의 은퇴를 공고한 후, 캠페인은 어빙의 작별 순회로 변하였다. 팬들이 여태까지 본 경기에서 거대한 선수들 중의 하나를 위한 자신들의 사랑과 감탄을 보이면서 그는 모든 NBA 경기장에서 명예를 얻었다.

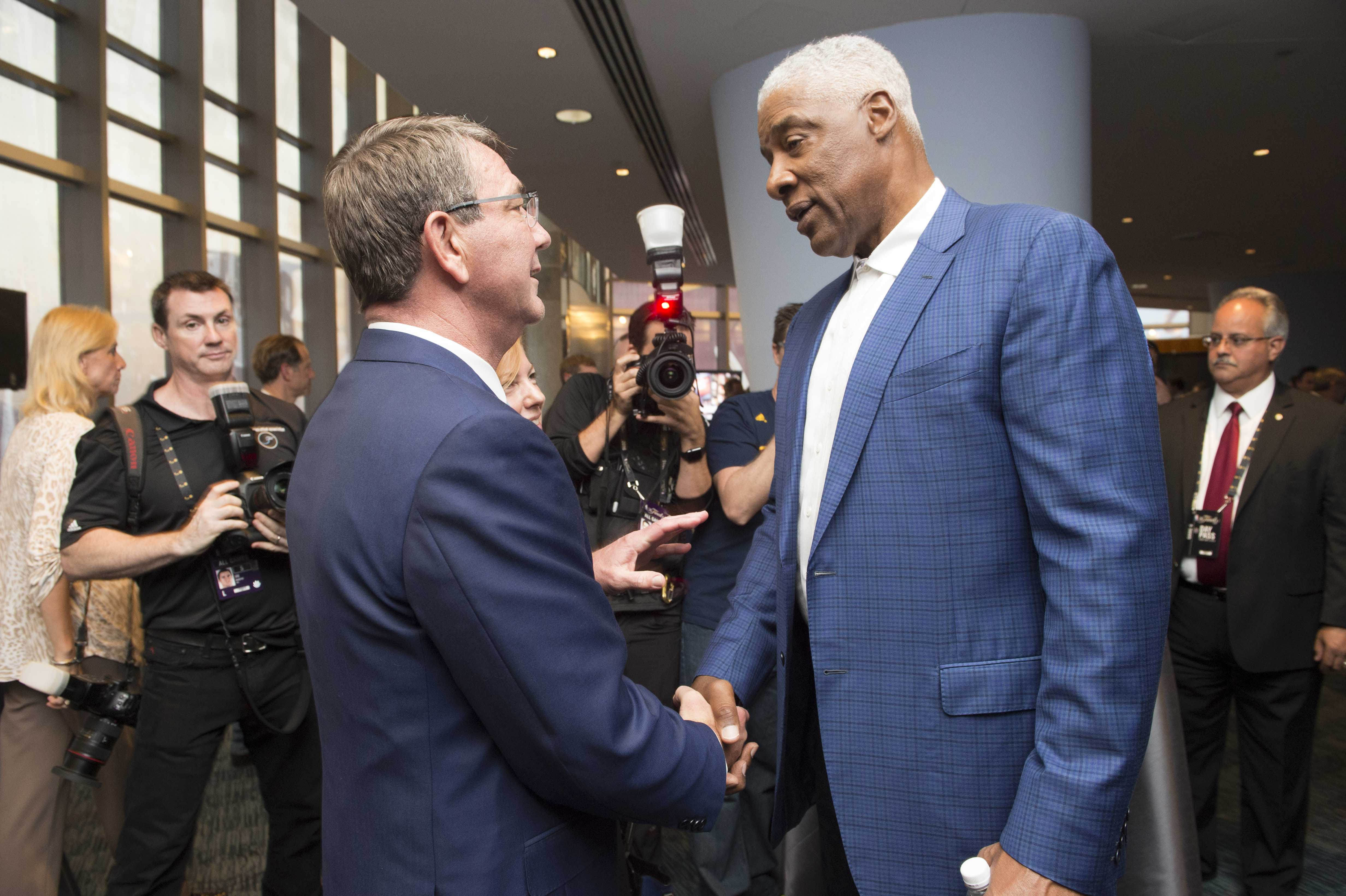
2016년 NBA 결승전의 게임 4에서 애슈턴 카터 국방부 장관과 만난 어빙

## 은퇴 후
37세의 나이로 은퇴한 어빙은 자신의 합쳐진 ABA와 NBA 경력에서 30,000 포인트 이상을 득점하였다. 어빙은 세븐티식서스와 함께 자신의 11개의 NBA 시즌에서 한 경기에 22.0 포인트를, 그리고 스콰이어스와 네츠와 함께 자신의 5개의 ABA 시즌에서 한 경기에 28.7 포인트를 득점하였다. 1993년 그는 네이스미스 농구 명예의 전당으로 헌액되었다.
자신의 은퇴 이래, 어빙은 성공적인 비지니스와 농구의 행정 경력을 안출하였다. 그의 투자들은 뉴욕주와 뉴저지주에서 유선 텔레비전 방송국들은 물론, 필라델피아에서 코카콜라 공장의 소유를 포함한다. 그리고 1993년 이래 NBA의 보도 범위 이래 NBC를 위한 스튜디오의 분석자로 일한 후, 어빙은 1997년 6월 4일 RDV 스포츠의 부회장과 올랜도 매직의 행정 부회장으로서 매직의 본부에 가입하였다.